# Sozialgericht Augsburg

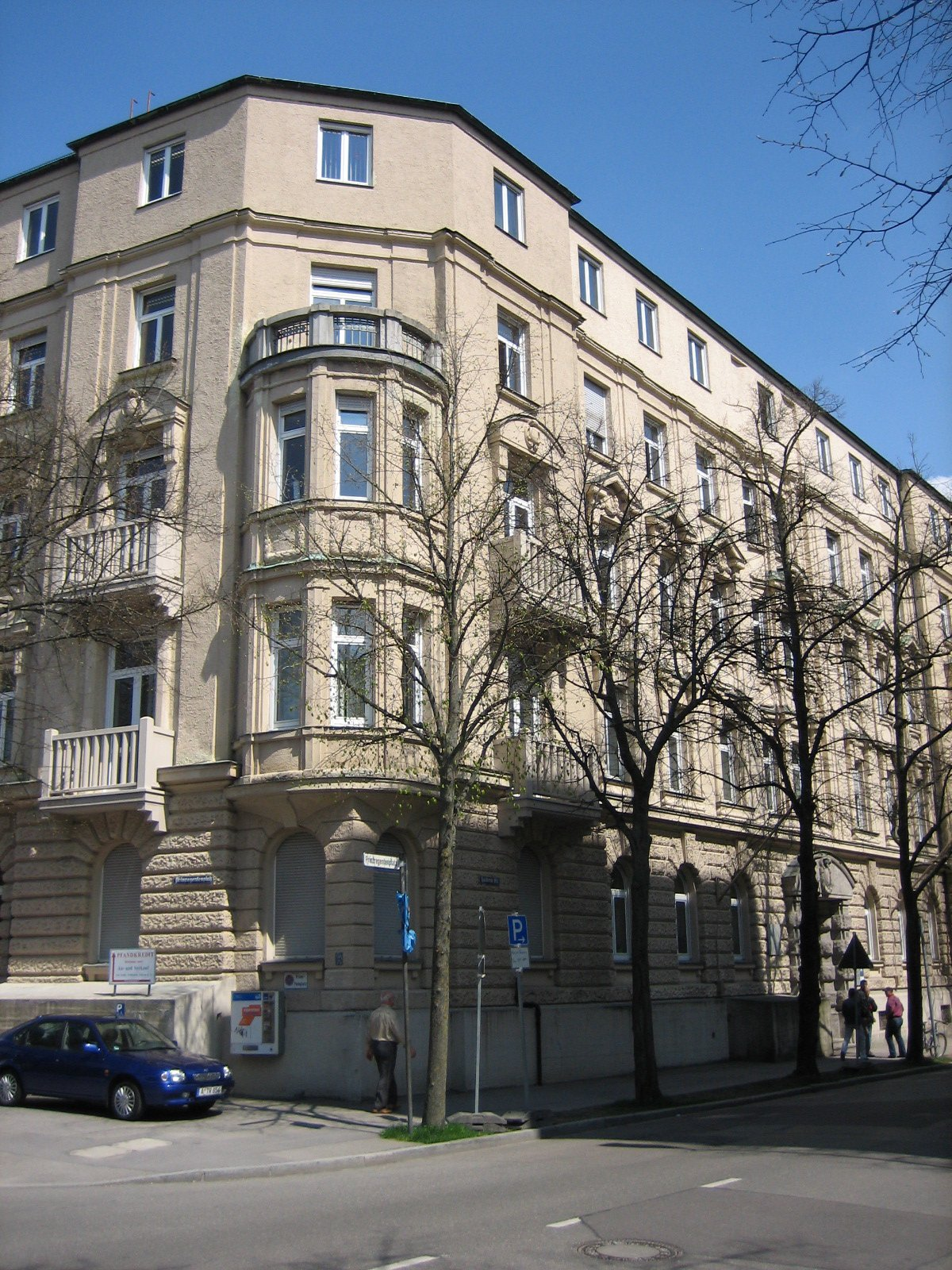
Domizil des Sozialgerichts Augsburg

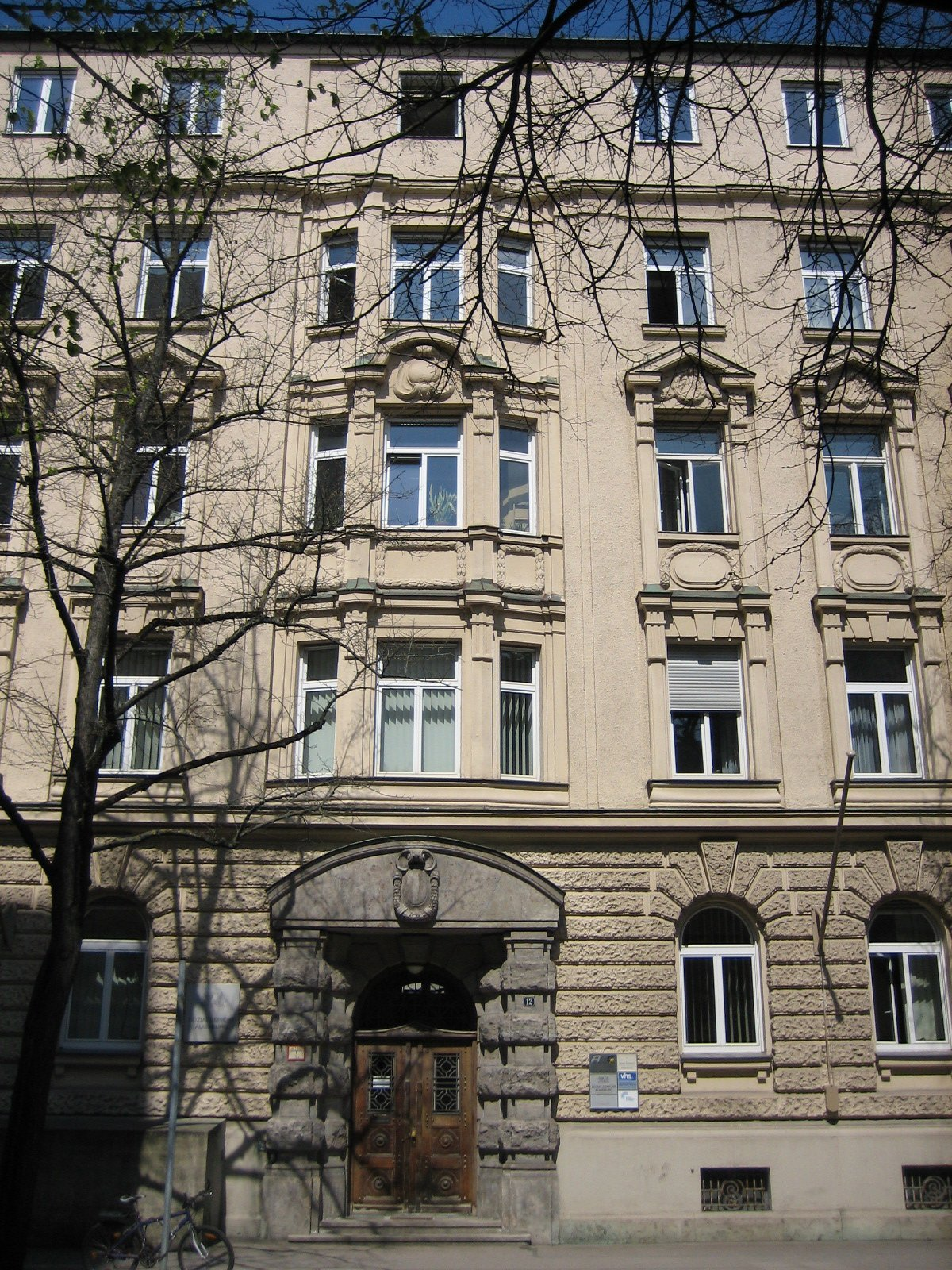
Eingang Holbeinstraße

Das Sozialgericht Augsburg (SG) ist ein Gericht der bayerischen Sozialgerichtsbarkeit. Es umfasst derzeit 19 Kammern. Das Sozialgericht hat seinen Sitz in Augsburg im Anwesen Holbeinstraße 12. Der Gerichtsbezirk umfasst den Regierungsbezirk Schwaben.

## Zuständigkeit
Wie alle Sozialgerichte ist das Sozialgericht Augsburg für die erstinstanzlichen Verfahren der Sozialgerichtsbarkeit in seinem Bezirk zuständig. Eine besondere Zuständigkeit besteht zudem für Verfahren aus dem deutsch-italienischen Sozialversicherungsabkommen, für welches die Landesversicherungsanstalt Schwaben Verbindungsstelle ist. Darüber hinaus ist in Bayern für Angelegenheiten der Knappschaftsversicherung, und Fragen der Zulassung von Ärzten zur vertragsärztlichen Versorgung ausschließlich das Sozialgericht München zuständig.

## Organisation
Das dem Sozialgericht Augsburg übergeordnete Gericht ist das Bayerische Landessozialgericht in München. Diesem übergeordnet ist das Bundessozialgericht.
An der Spitze des Sozialgerichts Augsburg steht dessen Präsidentin Ulrike Mayer.